# Leprolochus mucuge
Leprolochus mucuge är en spindelart som beskrevs av Arno Antonio Lise 1994. Leprolochus mucuge ingår i släktet Leprolochus och familjen Zodariidae. Inga underarter finns listade i Catalogue of Life.